# 鹿越臨時乘降場

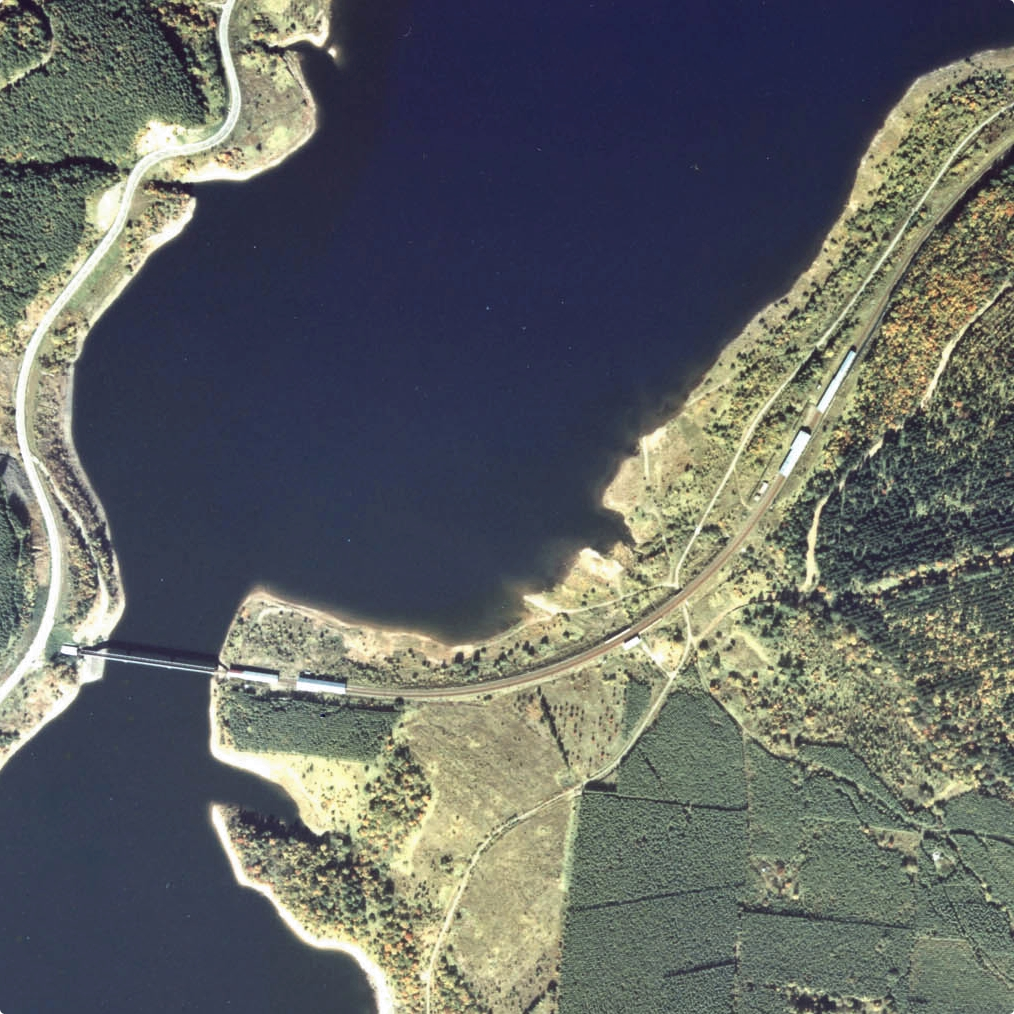
1977年的鹿越信號場（當時名稱）與周邊約1公里範圍。右上向為新得方向。當時可看見小型相對式月台。舊站和舊村落在右上方，已經被水淹沒。

鹿越臨時乘降場（日语：／ Shikagoe karijōkō-ba */?）是位於北海道南富良野町東鹿越，日本國有鐵道（國鐵）的根室本線臨時乘降場（廢站）。當初以一般車站的形態啟用，名為鹿越站（日语：／），後來改變走線後降級為號誌站。隨著石勝線開通，此號誌站於1986年（昭和61年）廢除。在車站時代，事務管理碼為▲110405。

## 歷史
在此站啟用後一段時間，曾經成為從富良野前往狩勝峠的鐵路終點站。在2年後，鐵路線繼續延伸至落合站前，許多前往十勝的乘客與延伸工程的工人使用此站。

### 年表
- 1900年（明治33年）12月2日：北海道官設鐵道（日语：北海道官設鉄道）十勝線下富良野站（現時：富良野站）至此站之間開通，鹿越站（一般車站）啟用[3][2]。
- 1905年（明治38年）4月1日：由鐵道作業局（國有鐵道）接管此站。
- 1966年（昭和41年）9月29日：隨著建設金山水壩（日语：金山ダム），鐵路線的走線遷移[注 1]。同時降級為鹿越信號場[3]。但是該處仍然可上落客（被視為臨時乘降場）。此號誌站沒有職員當值，由東鹿越站進行遠隔操作[4]。
- 1982年（昭和57年）10月15日：此號誌站被廢除，但是仍然可上落客（繼續被視為臨時乘降場）[3]。
- 1986年（昭和61年）11月1日：此臨時乘降場被廢除[3]。

### 站名的由來
車站名稱當地地名，地名是來自阿伊努語的「（yuk-rupespe）」，該名稱常被翻譯作「鹿・穿越的道」。而阿伊努語研究學者山田秀三訊為，在此站的東邊設有以該地名而名的溪流。據推測，這可能是「幾寅」字源（阿伊努語「ユㇰトゥラシペッ（yuk-turashi-pet）」），意譯為「鹿・爬上・川」。

## 車站構造
關於舊站鹿越站。站舍是在路線向新得方向的右邊。當時設有2面2線的相對式月台（千鳥式月台），在站舍旁靠近瀧川一方設有缺角式貨物月台和引上線。車站後方靠近瀧川一方設有料場和貨物起卸線。當時該處主要的裝載木材。
在遷移後的鹿越信號場/鹿越臨時乘降場。於兩個分岔點處設有雪棚。鹿越信號場/鹿越臨時乘降場是建設在一個彎位上，設有2條並行路軌。中央設有2座較短的月台（相對式月台，千鳥式月台），以用作乘客上下車用。

## 使用狀況
以下為車站時代，乘車人次的變化。
| 年度               | 乘車人次 | 乘車人次 | 參考資料 | 備註               |
| 年度               | 一年間   | 1日平均  | 參考資料 | 備註               |
| ------------------ | -------- | -------- | -------- | ------------------ |
| 1940年（昭和15年） |          | (8.9)    | [ 2 ]    | 上下車人次：17.875 |
| 1946年（昭和21年） |          | (27.6)   | [ 2 ]    | 上下車人次：55.175 |
| 1957年（昭和32年） |          | (40.7)   | [ 2 ]    | 上下車人次：81.481 |

## 周邊
臨時乘降場鄰接金山湖。

## 相鄰車站
日本國有鐵道
根室本線
金山－鹿越臨時乘降場－東鹿越

## 注腳

## 相關項目
- 日本鐵路車站列表 Shi